# Gargara brunneidorsata
Gargara brunneidorsata är en insektsart som beskrevs av William D. Funkhouser 1929. Gargara brunneidorsata ingår i släktet Gargara och familjen hornstritar. Inga underarter finns listade i Catalogue of Life.